# Peach Springs
Peach Springs é uma Região censo-designada localizada no estado americano de Arizona, no Condado de Mohave.

## Demografia
Segundo o censo americano de 2010, a sua população era de 1090 habitantes, quase duas vezes mais que em 2000 quando era de 600. Peach Springs é a cidade capital da reserva do povo indígeno Hualapai e tem a maior parte dos habitantes da reserva.

## Geografia
De acordo com o United States Census Bureau tem uma área de
17,8 km², dos quais 17,8 km² cobertos por terra e 0,0 km² cobertos por água.

## Aspectos culturais
A cidade "Radiator Springs", local principal do filme Carros, é baseada nessa região.

## Localidades na vizinhança
O diagrama seguinte representa as localidades num raio de 80 km ao redor de Peach Springs.